# Толен (Западно-Казахстанская область)
Толен (каз. Төлен) — село в Каратобинском районе Западно-Казахстанской области Казахстана. Входит в состав Сулыкольского сельского округа. Код КАТО — 275049400.

## Население
В 1999 году население села составляло 400 человек (183 мужчины и 217 женщин). По данным переписи 2009 года, в селе проживало 346 человек (161 мужчина и 185 женщин).